# دانیل بکررا د لا فلور
دانیل بکررا د لا فلور (به اسپانیایی: Daniel Becerra de la Flor) (زاده ۲۳ ژانویه ۱۹۰۶ – درگذشته ۱ مارس ۱۹۸۷) سیاست‌مدار و پزشک اهل پرو بود. وی از ۱۵ سپتامبر ۱۹۶۵ تا ۶ سپتامبر ۱۹۶۷ نخست‌وزیر این کشور بود.
دانیل بکررا د لا فلور در ۱ مارس ۱۹۸۷، در سن ۸۱ سالگی در لیما درگذشت.